# McLaren 720S
McLaren 720S (заводський код P14) — це спорткар сімейства Super Series з середнім розташуванням двигуна британського виробника McLaren Automotive, що прийшов на заміну McLaren 650S.
McLaren 720S був представлений на автосалоні в Женеві 7 березня 2017 року і побудований на модифікованому шасі з вуглецевого монококу Monocage II, яке легше і жорсткіше за 650S. Разом з базовим купе дебютував особливо прикрашений дизайнерський варіант купе McLaren MSO 720S Velocity.
Продажі 720S почались в травні 2017 року. В грудні 2018 року дебютувала відкрита версія 720S Spider.

## Технічні характеристики

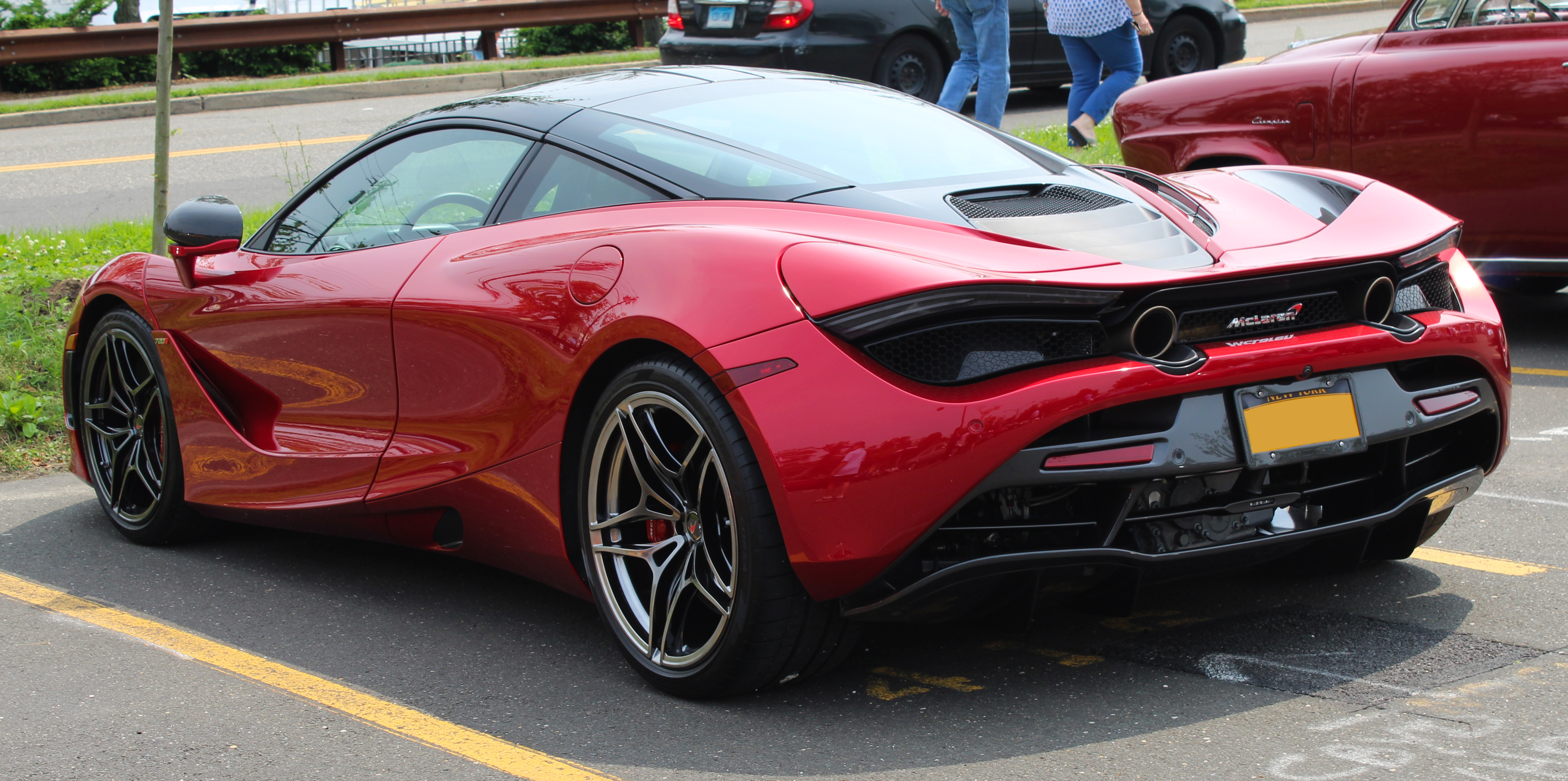
McLaren 720S

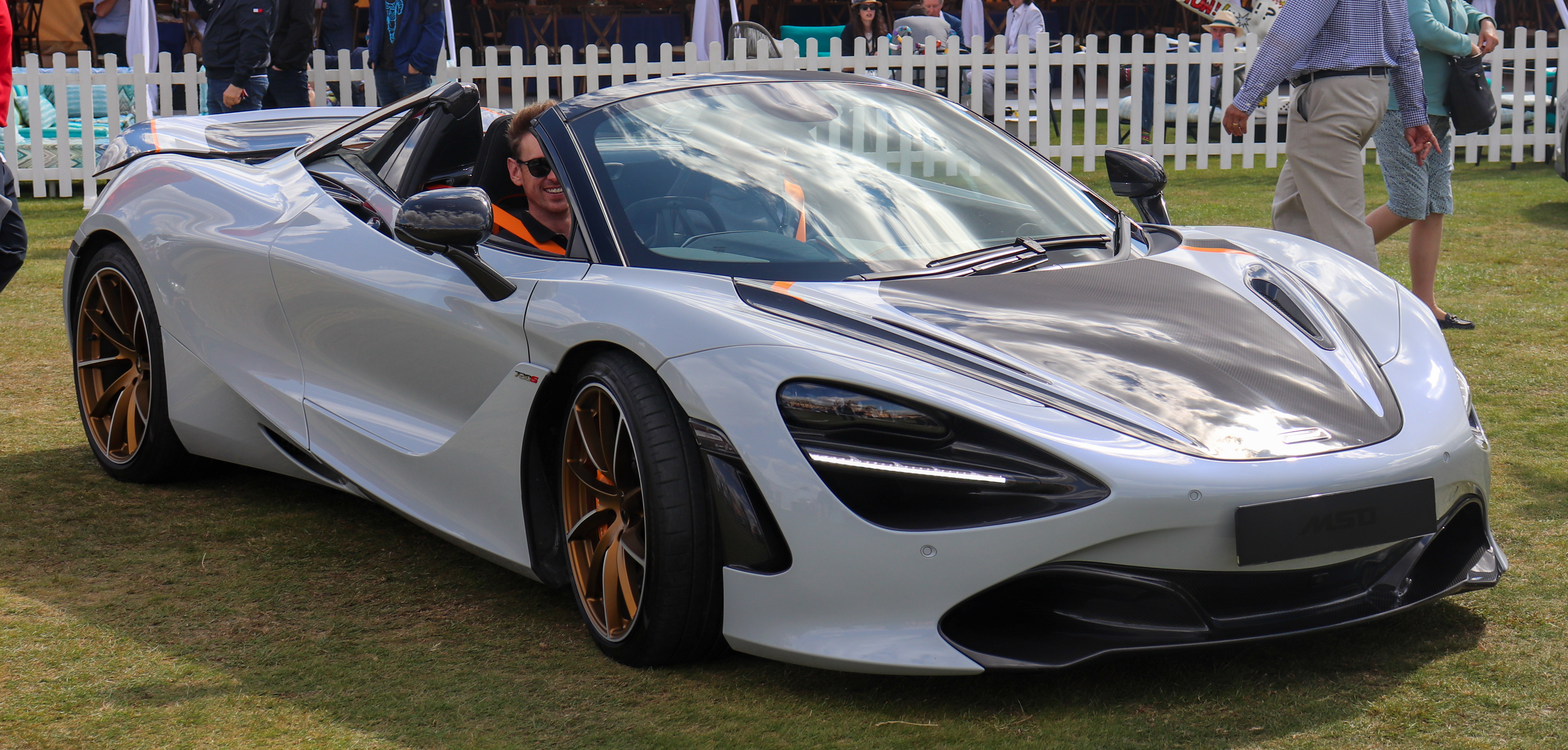
McLaren 720S Spider

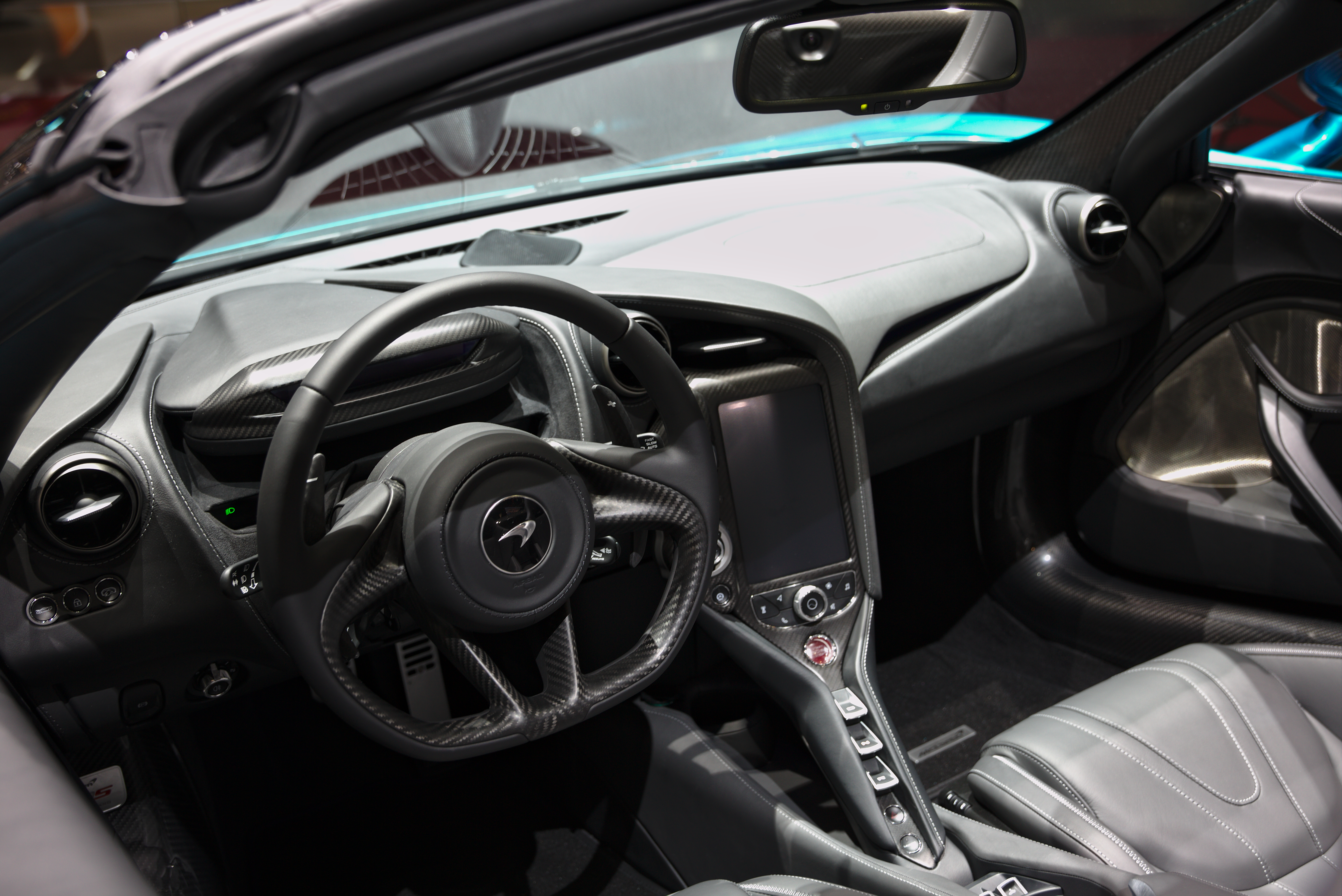

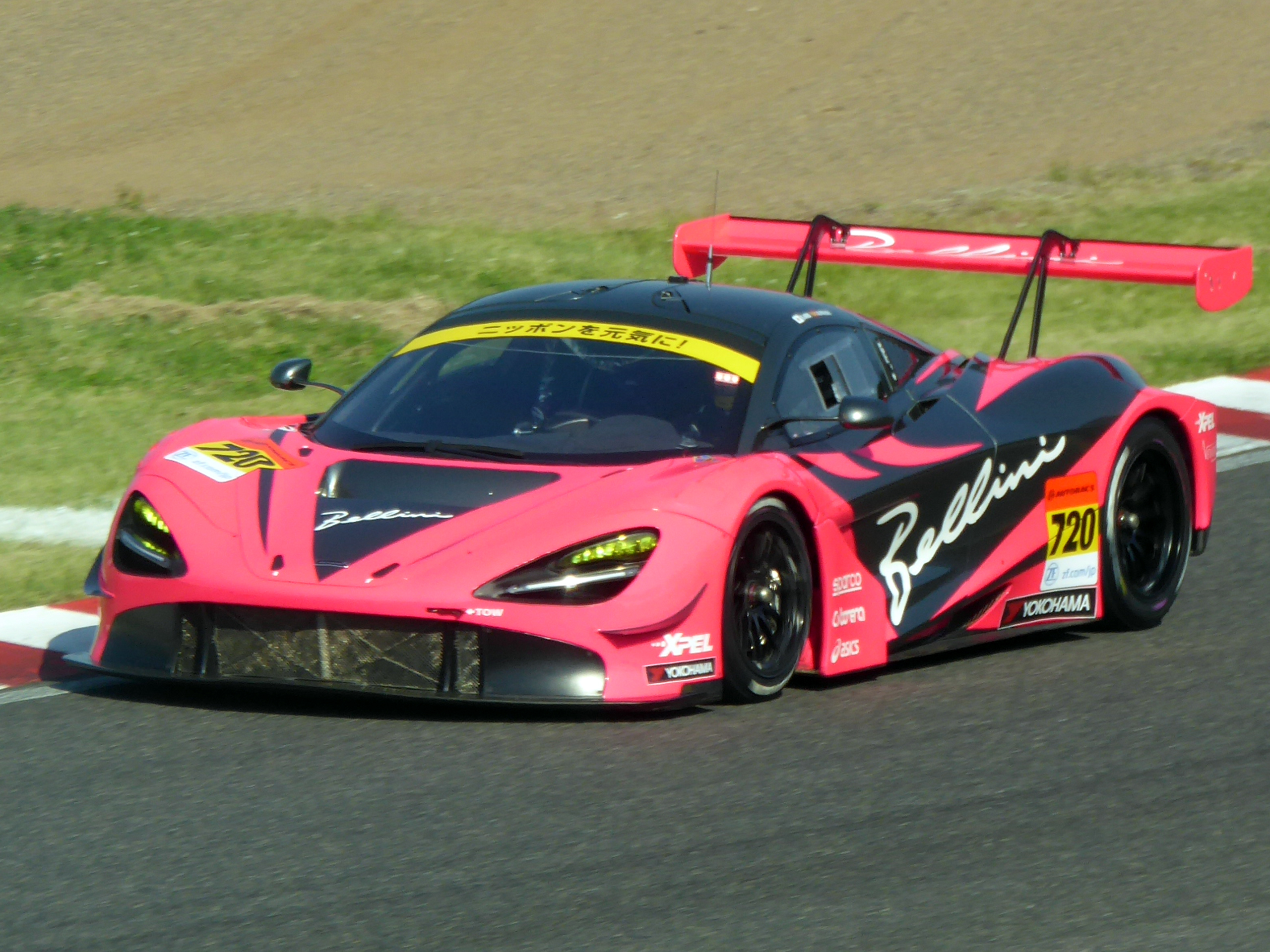
720 GT3

Новий автомобіль має новий двигун McLaren M840T. Це V8 4,0-літровий (3994 см3) з подвійним турбонаддувом, по суті перероблений попередній двигун McLaren 3,8-літровий (3799 куб.см). Двигун виробляє 720 к.с. (530 кВт) при 7000 оборотів в хвилину, що дає автомобілю свою назву; максимальний крутний момент становить 770 Нм (568 фунт•фут) при 5500 обертів в хвилину. Автомобіль комплектується 7-ст. роботизованою КПП SSG.
При вазі 1283 кг McLaren 720S розганяєтся з місця до 100 км/год за 2,9 с, до 200 — за 7,8 с і досягає максимальної швидкості 341 км/год.
Автомобіль отримав перероблену підвіску і нове покоління адаптивного шасі Proactive Chassis Control II. У автомобіля є три комплектації (базова, Performance і Luxury), плюс додаткові пакети обладнання.
Автомобіль укомплектований вуглецево-керамічними гальмівними дисками діаметром 390/380 мм (спереду/ззаду) та системою Launch Control.
|                                | McLaren 720S     |
| ------------------------------ | ---------------- |
| Циліндри/Клапани               | 8/4              |
| Об'єм (см³)                    | 3994             |
| Потужність (к.с./кВт при хв−1) | 720/527 при 7250 |
| Крутний момент (Нм/хв−1)       | 770/5500         |
| Ступінь стиску                 |                  |
| Привід                         | Задній           |
| 0-100 км/год                   | 2,9              |
| Максимальна швидкість (км/год) | 341              |
| Витрати пального (л/100 км)    |                  |
| CO2-Викиди (г/км)              | 249              |
| Вага (кг)                      | 1283             |
| Бак (Літри)                    |                  |
| Роки випуску                   | з 2017           |

## 765LT

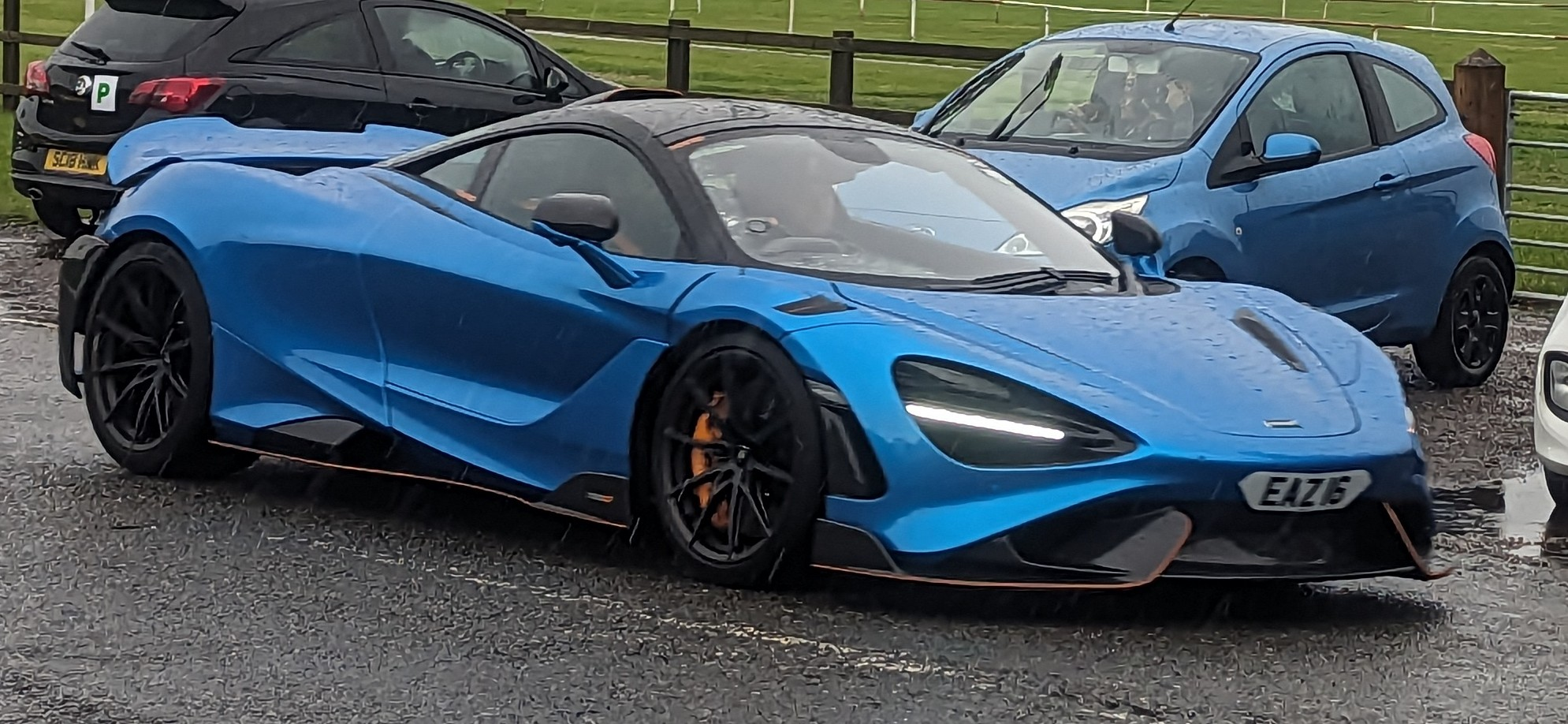
2020 McLaren 765LT

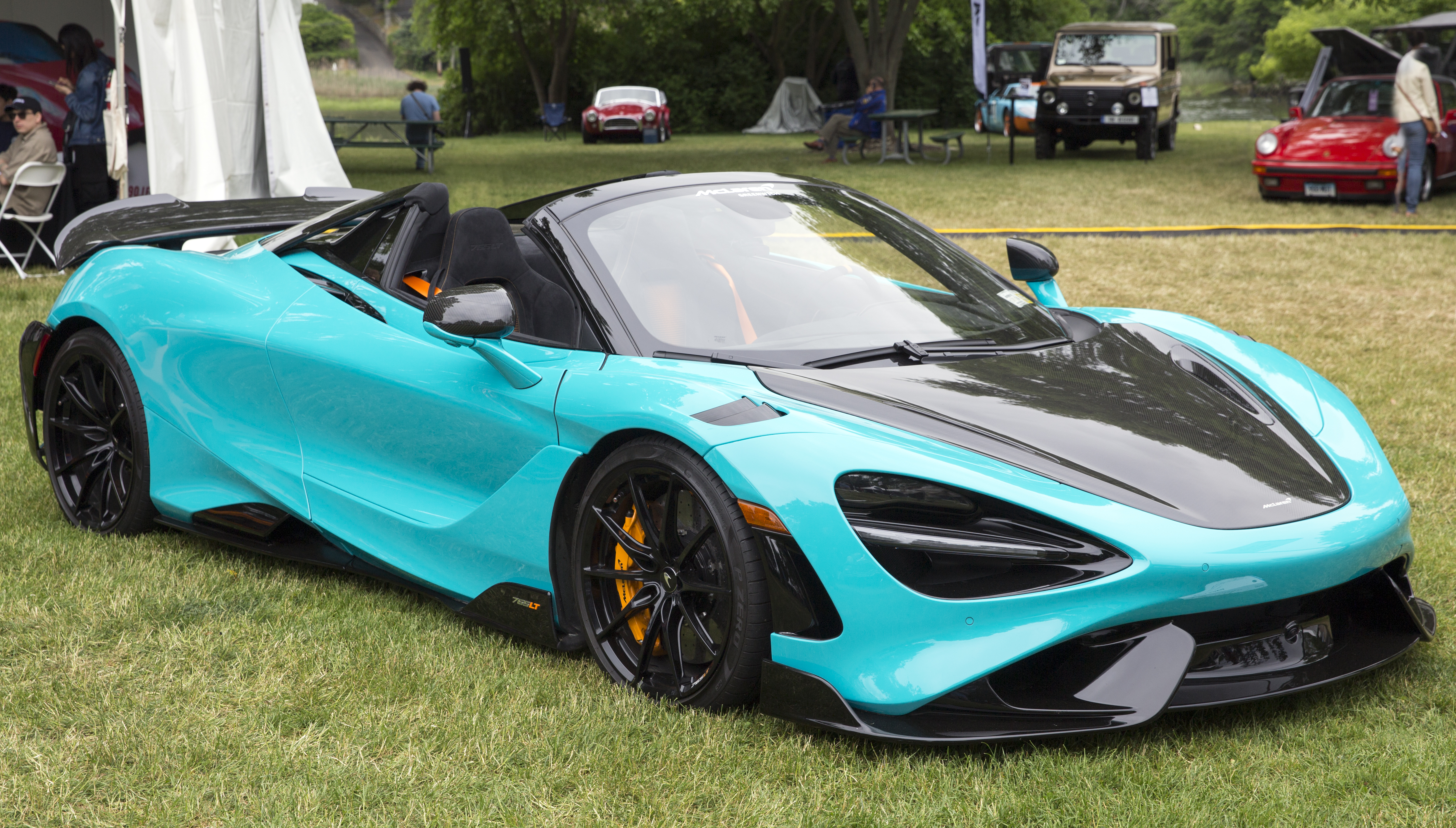
2020 McLaren 765LT Spider

Представлений 3 березня 2020 року, McLaren 765LT є вдосконаленою версією 720S і наступником 675LT як Super Series Longtail. Двигун M840T тепер розвиває 765 к.с. при 7500 об/хв і 800 Нм крутного моменту при 5500 об/хв, це досягається за допомогою паливного насоса більшої потужності, кованих алюмінієвих поршнів та тришарової прокладки головки від Senna. Максимальна швидкість знижена з 341 км/год (720S) до 330 км/год за рахунок додаткового опору, створюваного доданими деталями з високим притисканням, хоча 765LT важить на 80 кг (176 фунтів) менше, ніж 720S при 1339 кг (2952 фунтів) у найлегшій конфігурації та прискорюється 0-100 км/год за 2,8 секунди. Він також може досягти 0-200 км/год за 7,0 секунд, а пробіг у чверть милі - за 9,9 секунди.

## 750S

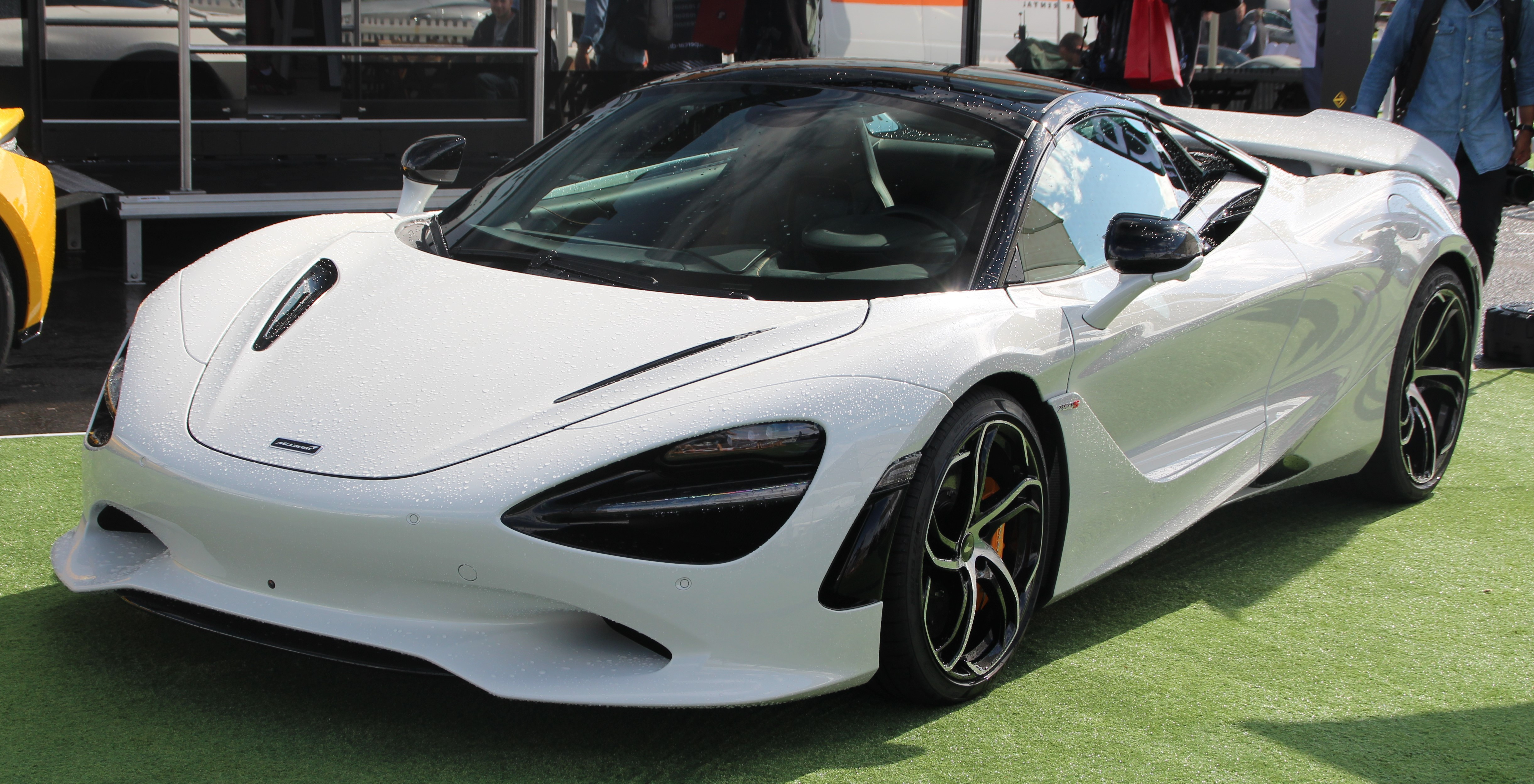
McLaren 750S

McLaren 750S є наступником 720S і останньою моделлю McLaren Automotive, яка працює виключно від двигуна внутрішнього згоряння. По суті, це оновлена версія 720S, вона має перероблені передню та задню частини та збільшення потужності до 750 к.с. 750S також на 66 фунтів легший за 720S. За словами McLaren, близько 30 відсотків деталей було оновлено порівняно з попередником. Інші механічні зміни включають перероблену вихлопну систему з центральним виходом, збільшені повітрозабірники, коротше передаточне число трансмісії та швидше передаточне число рульового керування. В інтер’єрі була додана нова 8-дюймова інформаційно-розважальна система з підтримкою Apple CarPlay.

## Автоспорт

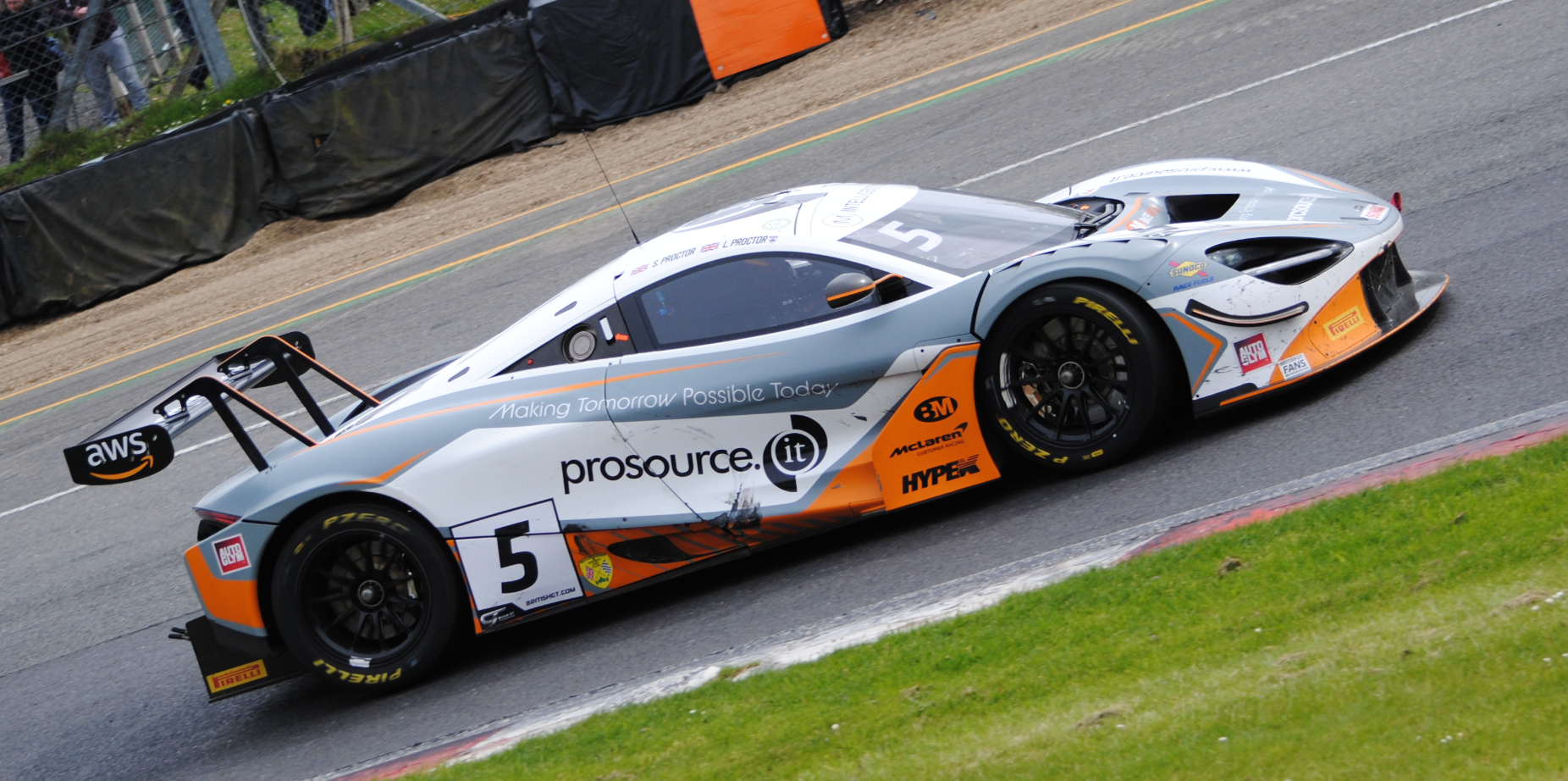
720S GT3

### 720S GT3
McLaren 720S GT3 — це спортивна версія 720S, призначена для участі в гонках GT3. Автомобіль був представлений у серпні 2018 року за ціною 564 000 доларів, і McLaren заявила, що 90% автомобіля відрізнялися від дозволеного на дорогах 720S. Спочатку його дражнили через рендери в листопаді 2017 року.

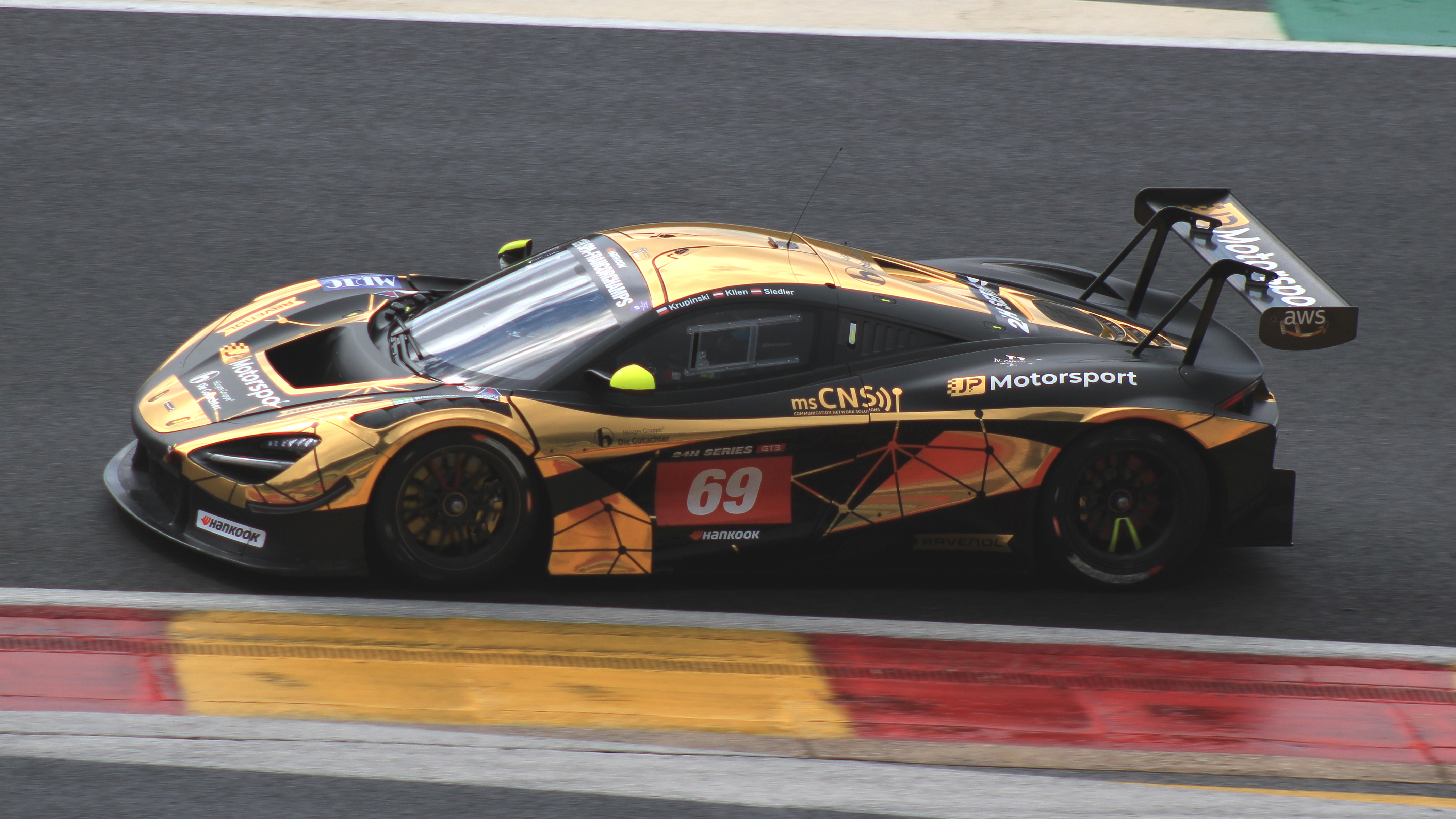
720S GT3 Evo

### 720S GT3 Evo
У 2023 році McLaren випустила Evo для 720S GT3. На evo були вдосконалені аеродинаміка та підвіска, спрямовані на покращення керування автомобілем у русі. Автомобіль можна було придбати абсолютно новим або як комплект для оновлення наявних автомобілів 720S GT3.

### 720S GT3X (2021–2022)
У березні 2021 року McLaren анонсувала 720S GT3X, трековий автомобіль на основі 720S GT3, який не обмежується обмеженнями, встановленими FIA для автомобілів класу GT3.
McLaren 720S GT3X виграв підйом на пагорб 2021 у Гудвуді, показав найшвидший час у фіналі знаменитого підйому на пагорб 2021 у Гудвудському фестивалі швидкості з перестрілкою, помчавши на пагорб лише за 45,01 секунди.